# DLibra
dLibra (Digital Library Framework) – pierwsze polskie środowisko służące budowie bibliotek cyfrowych.
dLibra rozwijana jest przez Poznańskie Centrum Superkomputerowo-Sieciowe od 1996 roku. Celem projektu jest stworzenie środowiska biblioteki cyfrowej nowej generacji, umożliwiającej zarządzanie, przetwarzanie, przeszukiwanie i dostarczanie dokumentów w formie elektronicznej.

## Wdrożenia
System stanowi bazę dla budowy sieci polskich, regionalnych i instytucjonalnych bibliotek cyfrowych uruchamianych w sieci PIONIER:
- Bałtycka Biblioteka Cyfrowa (BBC)
- Cyfrowa Biblioteka Narodowa Polona (CBN)
- Dolnośląska Biblioteka Cyfrowa (DBC)
- Elbląska Biblioteka Cyfrowa (BBC)
- Jeleniogórska Biblioteka Cyfrowa (JBC)
- Kujawsko-Pomorska Biblioteka Cyfrowa (KPBC)
- Małopolska Biblioteka Cyfrowa (MBC)
- Mazowiecka Biblioteka Cyfrowa (MBC)
- Morska Biblioteka Cyfrowa (MBC)
- Podlaska Biblioteka Cyfrowa (PBC)
- Podkarpacka Biblioteka Cyfrowa (PBC)
- Sanocka Biblioteka Cyfrowa
- Śląska Biblioteka Cyfrowa (SBC)
- Świętokrzyska Biblioteka Cyfrowa (SBC)
- Wejherowska Biblioteka Cyfrowa (WBC)
- Wielkopolska Biblioteka Cyfrowa (WBC)
- Zielonogórska Biblioteka Cyfrowa (ZBC)
- Księgozbiór Wirtualny Federacja Bibliotek Kościelnych „Fides”
- e-biblioteka Uniwersytetu Warszawskiego (e-bUW)
- Biblioteka Cyfrowa Uniwersytetu Wrocławskiego (BCUWr)
- Biblioteka Cyfrowa Politechniki Łódzkiej (eBiPoL)
- Biblioteka Cyfrowa Politechniki Warszawskiej (BCPW)
- Pedagogiczna Biblioteka Cyfrowa
- Repozytorium Cyfrowe Instytutów Naukowych
- Kędzierzyńsko-Kozielska Biblioteka Cyfrowa
- Wojskowa Biblioteka Cyfrowa ZBROJOWNIA